# Marianne Orup
Eva Marianne Orup, ogift Härje, född 6 mars 1916 i Stockholm, död 19 juli 2003 i Lidingö, var en svensk radioproducent. Hon var från 1945 gift med Lars Orup.
Orup, som var dotter till folkskollärare Oskar Härje och Olga Ekstedt, blev filosofie kandidat vid Stockholms högskola 1955. Efter att ha varit anställd vid Allmänna livförsäkringsbolaget Oden 1937–1943 var hon verksam vid Sveriges Radio från 1943, var redaktör för programhäften vid skolradion 1949–1956, redaktionssekreterare vid barn- och undervisningsredaktionen 1956–1962, chef för barnredaktionen 1962–1979 och producent vid vetenskapsredaktionen 1979. Hon var även verksam som översättare av barnlitteratur. Orup är gravsatt i minneslunden på Lidingö kyrkogård.